# Paspalum nicorae
Paspalum nicorae es una especie de gramínea perenne de la familia de las  poáceas. Es originaria de Argentina.

## Taxonomía
Paspalum nicorae fue descrita por Lorenzo R. Parodi y publicado en Notas del Museo de la Plata, Botánica 8(40): 82. 1943.
Etimología
Paspalum: nombre genérico que deriva del griego paspalos (una especie de mijo).
nicorae: epíteto
Sinonimia
- Paspalum arenicola Herter
- Paspalum plicatulum var. arenarium Arechav.	[3][4]